# Sonia Harmand
Sonia Harmand (1974) é uma arqueóloga francesa que estuda arqueologia da Idade da Pedra e a evolução da fabricação de ferramentas de pedra. Ela recebeu seu diploma de graduação da Universidade de Paris, onde estava associada à unidade de pesquisa "Pré-história e Tecnologia", que era bem conhecida no campo da análise de ferramentas de pedra. Harmand é PhD pela Universidade de Paris Nanterre e é pesquisadora associada do CNRS, a maior organização de pesquisa governamental francesa e a maior agência de ciência fundamental da Europa. Ela trabalhou como pesquisadora no CNRS por quatro anos antes de ingressar na Stony Brook University em Nova York como professora associada. Em 2017, ela foi nomeada uma das '50 Francesas Mais Influentes 'pela edição francesa da revista Vanity Fair.

## Arqueologia da Idade da Pedra

### Lomekwi 3 e as ferramentas de pedra
Em 2011, Harmand descobriu as ferramentas de pedra Lomekwi 3 na Bacia de Turkana, no Quênia, perto da cidade de Lomewki. Essa descoberta foi feita enquanto Harmand liderava a equipe do Projeto Arqueológico de Turkana Ocidental, juntamente com Jason Lewis. Ambos estavam trabalhando com o Instituto Turkana Basin da Stony Brook University na época.
No site Lomekwi 3, entre 2011 e 2012, houve 149 artefatos de pedra recuperados no total. Esses artefatos foram encontrados no local Lomekwi 3, situado acima do Toroto Tuff, com cerca de 3,32 milhões de anos. Os 149 artefatos variam de pequenos flocos quebrados, pesando menos de 1kg para bigornas e elementos passivos pesando cerca de 12 kg. Todas essas ferramentas são evidências de ferramentas de pedra com nós. O knapping da ferramenta de pedra foi previamente associado ao gênero Homo. A descoberta de ferramentas de pedra do desfiladeiro de Oldevai, na Tanzânia, datada de cerca de 2,6 milhões de anos, trouxe à tona uma teoria do uso não homo-hominino de ferramentas de pedra, uma vez que há apenas evidências fósseis de homo de 2,4 a 2,3 milhões de anos. As ferramentas encontradas em Lomekwi 3 são datadas de 3 à 3.3 milhões de anos, que afastam as evidências do uso de ferramentas de pedra em quase 700.000 anos e expandem ainda mais o registro arqueológico geral. Além disso, essas descobertas apoiam a teoria do uso de ferramentas de pedra por hominídeos não-homo. Harmand e outros arqueólogos e paleoantropólogos suspeitam do gênero Australophithecines incluindo: A. Africanus, A. Sediba, A. Garhi, A. aethiopicus, e A. Robustus ser possíveis responsáveis pelas ferramentas de pedra não homo talhadas. O local de Lomekwi 3 ainda está em escavação e a equipe do Projeto Arqueológico de Turkana Ocidental continua o trabalho de campo na Bacia de Turkana todo verão.

### Ferramentas Acheulean
Harmand também trabalhou ao longo da costa noroeste do lago Turkana, no Quênia, em 2011, recuperando e estudando ferramentas acheuleanas. As ferramentas de pedra encontradas no local de Kokiselei 4 são datadas de cerca de 1,76 milhões de anos, o que empurra as evidências para o uso de ferramentas acheuleanas por mais 300.000 anos. Pensa-se que as ferramentas acheulianas estejam conectadas ao Homo Erectus porque foram encontrados fósseis de H. erectus na mesma área, datados em uma idade semelhante.

## Trabalhe na Stony Brook University
Atualmente, Sonia Harmand é Professora Associada da Universidade Stony Brook, em Nova York, ensinando no Departamento de Antropologia. Juntamente com o trabalho docente, Harmand é pesquisadora associada do Centro Nacional de Pesquisa Científica (CNRS) e chefe do Projeto Arqueológico de Turkana Ocidental (WTAP) a partir de 2012. A pesquisa de Harmand utiliza o método chaîne opératoire para auxiliar na análise de ferramentas de pedra, que enfatiza as interações entre os fabricantes de ferramentas e seu ambiente. O foco central de sua pesquisa na Stony Brook está nas origens da tecnologia de hominina e no papel da biomecânica na produção de ferramentas de pedra.

## Honras e Publicações
Harmand recebeu muitos prêmios por seu trabalho com a arqueologia da Idade da Pedra. Em 2015, Harmand ganhou o Prêmio do Instituto da Idade da Pedra por uma excelente pesquisa em origens humanas e o Field Discovery Award do Fórum de Arqueologia de Xangai por seu trabalho com as ferramentas Lomekwi 3. No ano seguinte, em 2016, ganhou o prêmio de arqueologia Prix La Recherche em Paris, França. Em 2017, o prêmio de pesquisa de Tübingen para a pré-história precoce e a ecologia quaternária foi concedido a Harmand pela Universidade de Tübingen, Alemanha.